# レメディ・レーン
『レメディ・レーン』 (Remedy Lane) は、ペイン・オヴ・サルヴェイションの4枚目のアルバムである。

## 解説
今回のアルバムは前3作と違い、アルバム1枚で1つの物語ではないが、れっきとしたコンセプトアルバムである。
テーマは愛、セックスまた、それらの事を行ったときの他の人々への相互影響など。
A Trace of Bloodは流産のことを唄っており、これはダニエルの実体験に基く。

## 収録曲
1. Of Two Beginnings
2. Ending Theme
3. Fandango
4. A Trace of Blood
5. This Heart of Mine (I Pledge)
6. Thorn Clown *1
7. Undertow
8. Rope Ends
9. Chain Sling
10. Dryad of the Woods
11. Remedy Lane
12. Waking Every God
13. Second Love
14. Beyond the Pale

*1日本盤のみに収録されているボーナストラック。
- 全曲作詞作曲ダニエル・ギルデンロウ。ただしRope Endsのみフレドリックとの共作。

## メンバー
- ダニエル・ギルデンロウDaniel Gildenlöw - ヴォーカル, ギター
- ヨハン・ハルグレンJohan Hallgren - Guitar, コーラス
- フレドリック・ヘルマンソンFredrik Hermansson - キーボード
- クリストファー・ギルデンロウKristoffer Gildenlöw - ベース,　コーラス
- ヨハン・ランゲルJohan Langell - ドラム, コーラス

### その他クレジット
- Pain of Salvation - producer
- Anders "Theo" Theander - producer, engineering
- Pontus Lindmark - engineering
- Jörgen Tannander - editing
- Johanna Iggsten - photography